# Toronto Indoor 1973
Il Toronto Indoor 1973 è stato un torneo di tennis giocato sul sintetico indoor. È stata la 3ª edizione dello Toronto Indoor, che fa parte del World Championship Tennis 1973. Si è giocato a Toronto in Canada dal 12 al 18 febbraio 1973.

## Campioni

### Singolare maschile
Rod Laver ha battuto in finale  Roy Emerson con il punteggio di 6–3 6–4

### Doppio maschile
John Alexander /  Phil Dent hanno battuto in finale  Roy Emerson /  Rod Laver con il punteggio di 3–6, 6–4, 6–4, 6–2